# Rendeux
Rendeux är en kommun i Belgien.   Den ligger i provinsen Luxemburg och regionen Vallonien, i den sydöstra delen av landet, 110 km sydost om huvudstaden Bryssel. Antalet invånare är 2 680.
I omgivningarna runt Rendeux växer i huvudsak blandskog. Runt Rendeux är det ganska glesbefolkat, med 28 invånare per kvadratkilometer.